# الکساندر کورو
الکساندر کورو (انگلیسی: Alexander Corro؛ زادهٔ ۲۷ ژانویهٔ ۱۹۸۸) بازیکن فوتبال اهل آرژانتین است.
از باشگاه‌هایی که در آن بازی کرده‌است می‌توان به باشگاه فوتبال آرسنال ساراندی اشاره کرد.